# Shilton (Oxfordshire)
Shilton is een civil parish in het bestuurlijke gebied West Oxfordshire, in het Engelse graafschap Oxfordshire met 626 inwoners.